# Анвар Конго
Анвар Конго (индон. Anwar Congo; 19 февраля 1937, Панкалан Брандан, Ланкат, Северная Суматра — 25 октября 2019, Медан) — индонезийский гангстер-преман, активист праворадикального движения Молодёжь Панчасила. Участник антикоммунистической кампании 1965—1966, отличался особой жестокостью в массовых убийствах. Приобрёл широкую известность как главный персонаж документального фильма «Акт убийства». По оценкам, лично убил не менее тысячи человек.

## Гангстер
Родился в портовом селении, в бедной мусульманской семье. Окончил четыре класса начальной школы. Из Панкалан Брандана перебрался в Медан. Занимался в секции бокса, выступал на соревнованиях.
Вступил в подростковую банду. Быстро приобрёл авторитет как гангстер-преман. Носил кличку Кинжал. Контролировал чёрный рынок билетов в кинотеатр Medan, организовывал безбилетный проход зрителей. Сам был большим любителем кино, предпочитал голливудские гангстерские фильмы. Группировка Анвара являлась элементом меданской криминальной структуры Эффенди Насутиона.
В 1960 году, во время Конголезского кризиса Анвар намеревался направиться в Конго в составе миротворческого контингента. Этого не произошло, однако кличка Конго стала частью личного имени.

## Антикоммунист

### Столкновения с КПИ
Анвар придерживался ультраправых политических взглядов, был убеждённым националистом и антикоммунистом, непримиримым противником Компартии Индонезии (КПИ). Состоял в организации Молодёжь Панчасила (PP). Основателем PP был генерал Насутион, отделение в Северной Суматре возглавлял Эффенди Насутион.
Боевики «Молодёжи Панчасила», в том числе Анвар Конго, регулярно вступали в физические столкновения с коммунистической молодёжью.

Коммунисты ненавидели уличных подростков, считали нас неграмотными грабителями. Я и мои друзья ненавидели коммунистов.

Анвар Конго

Особую ненависть Анвара вызывало установление коммунистической цензуры над кинематографом, запрет американских фильмов.

### Участник убийств
30 сентября 1965 года прокоммунистическая военная группировка Унтунга совершила попытку государственного переворота. Путч был подавлен войсками под командованием генерала Сухарто и полковника Сарво Эдди. Ответом стала мощная антикоммунистическая кампания, сопровождавшаяся массовыми убийствами членов и сторонников КПИ.
Важную роль в этих событиях играла «Молодёжь Панчасила». В Северной Суматре боевики организации происходили в основном из криминальных группировок — в том числе меданской структуры, в которую входил Анвар Конго. Он проявлял особую жестокость в столкновениях и расправах над коммунистами. Количество убитых лично Анваром Конго в точности неизвестно, сам он называет примерно тысячу человек. Боевики применяли в убийствах различные способы и приспособления, предпочитая удушения проволокой (дабы не приходилось отчищать оружие от крови).
Впоследствии Анвар Конго подчёркивал, что он и его друзья присоединились к антикоммунистической резне не за деньги, не по вербовке, а по чувствам и убеждениям — потому что считали коммунистов врагами индонезийского народа и ислама, стремились отомстить за убийства шестерых генералов и многих мусульман, а также за попытку убить основателя PP генерала Насутиона.
В период «Нового порядка» Анвар Конго поддерживал режим Сухарто. Оставался активным членом «Юности Панча Сила». Сохранял связи с Эффенди Насутионом. Контролировал кинобизнес Медана.

## Персонаж
В 2012 году американский режиссёр Джошуа Оппенхаймер снял документальный фильм Акт убийства об индонезийских событиях 1965—1966. Проект фильма появился в 2003 году, в 2005 Оппенхаймер познакомился с Анваром Конго. Главными персонажами стали меданские гангстеры-антикоммунисты, активные участники убийств. Анвар Конго, Ади Зулкадри, Сафит Пардеде, Герман Котто, Ибрагим Синик — с детства киноманы, мечтавшие сниматься — с готовностью согласились. Это обеспечило им мировую известность.
Они подробно и обстоятельно рассказывали об убийствах, демонстрировали орудия и приспособления, моделировали сцены расправ. Анвар Конго высказал сожаление в связи с избыточной жестокостью тогдашних действий, но ни в коей мере не выразил раскаяния. Он твёрдо заявлял, что убийства коммунистов совершались в защиту Индонезии и являлись законной самообороной. Напоминал также о жестокостях КПИ, стремлении компартии установить диктатуру, совершённых коммунистами убийствах генералов национальной армии, многих мусульман и улемов. Ещё более жёсткую позицию заняли его соратники, особенно Ади Зулкадри.
Предполагалось, что фильм будет называться Арсан и Амина — по любовной сюжетной линии. Однако в Индонезии фильм демонстрировался под названием Jagal — Мясник. Анвар Конго, назвав фильм «правдивым», выразил претензии к Оппенхаймеру за несогласованное название. Наименование себя «мясником» Анвар счёл «жестоким обманом». Оппенхаймер не принял этих претензий.

## Активист
Иностранные наблюдатели отмечают не только крайнюю жестокость, но и «поразительный нарциссизм этих бандитов», а также и их высокую популярность в Индонезии. Одним из «многих поклонников Анвара» является вице-президент Индонезии Юсуф Калла (тоже участник антикоммунистической кампании 1960-х).
После демонстрации фильма житель Джокьякарты Брамантьо Приджосусило инициировал петицию с требованием привлечения Анвара Конго к ответственности за убийства. В марте 2014 года начальник полиции Индонезии генерал Хаджи Сутарман отклонил это требование на основании давности событий. Председатель «Молодёжи Панчасила» Джапто Сурджосумарно фактически солидаризировался с Анваром Конго, посчитав его действия жёстким ответом на коммунистическое насилие. При этом он отметил, что роль в фильме «Акт убийства» и последующий конфликт с режиссёром является частным делом Анвара Конго, а не PP в целом.
До конца жизни Анвар Конго оставался высоким авторитетом для радикальных антикоммунистов Индонезии, особенно в «Молодёжи Панчасила». Участвовал в публичных мероприятиях, характеризовался как общественный деятель. Регулярно общался с крупным праворадикальным политиком Джапто Сурджосумарно — председателем «Молодёжи Панчасила», лидером Партии патриотов.

## Дом
Анвар Конго был женат, имел детей и внуков. Проживал в Медане, недалеко от бывшего кинотеатра, ныне превращённого в магазин. Держал дома флаг Индонезии и собственный бюст. Был известен приверженностью ритуалам Панча Сила.
Увлечением Анвара Конго являлась езда на мотоцикле Honda Vario.

## Смерть
82-летний Анвар Конго скончался в меданской больнице. По словам вдовы, последним его желанием была встреча с внуками, специально приехавшими из Джакарты. В комментариях СМИ он именовался «лидером антикоммунистических эскадронов смерти» и «Мясником из Медана».
Похороны по мусульманскому обряду состоялись в селении Джалан Сутрисно в окрестностях Медана. Гробницу Анвар Конго заказал себе заранее, предчувствуя близкую смерть. На погребальной церемонии присутствовали друзья и соседи, активисты «Молодёжи Панчасила», участники событий 1965—1966, вице-губернатор Северной Суматры Муса Раджекшах. Соболезнования семье Анвара Конго выразил Джошуа Оппенхаймер.